# Rajada ocel·lada
La rajada ocel·lada (Leucoraja ocellata) és una espècie de peix de la família dels raids i de l'ordre dels raïformes.

## Morfologia
- Els mascles poden assolir 110 cm de longitud total i les femelles 80,6.
- Cos en forma romboide, de color marró o gris i amb ocels de color clar a les aletes pectorals.[5][6]

## Reproducció
És ovípar i les femelles ponen càpsules d'ous, les quals presenten com unes banyes a la closca.

## Hàbitat
És un peix marí, de clima temperat (51°N-34°N, 79°W-55°W) i demersal que viu entre 0–90 m de fondària.

## Distribució geogràfica
Es troba a l'oceà Atlàntic occidental: des de Terranova i el sud del Golf de Sant Llorenç (el Canadà) fins a Carolina del Nord (els Estats Units).

## Ús comercial
És emprat per a fer farina de peix.

## Observacions
És inofensiu per als humans.